# Bouvier des Flandres
Bouvier des Flandres – jedna z ras psów, należąca do grupy psów pasterskich i zaganiających, zaklasyfikowana do sekcji psów zaganiających. Typ wilkowaty, dogowaty. Podlega próbom pracy.

## Rys historyczny
Przodkami tej rasy były psy zaganiające żyjące we Flandrii. Na tamtych ziemiach znane były pod nazwą „vuilbaard” (tłumaczone jako „brudna broda”) lub „koehond” (pies do krów). Te brodate psy często spotykano pomiędzy Lys a wybrzeżem Morza Północnego. Pod względem wielkości były bardzo zróżnicowane, na przykład handlarze bydłem woleli psy mniejsze, bardziej pomocne w kłusownictwie. W 1910 roku na wystawie w Brukseli pojawiły się dwa osobniki tej rasy, a w 1922 został utworzony Klub Flandryjskich Psów Zaganiających. Po drugiej wojnie światowej okazało się, że aby rasa nie wyginęła trzeba było ją odtworzyć. Ocalałe osobniki zachowane w Antwerpii i Holandii krzyżowano z owczarkami pikardyjskimi.

## Wygląd

### Budowa
Bouvier des Flandres to pies o masywnej i krępej sylwetce. Z wyglądu przypomina sznaucera olbrzymiego.

### Szata i umaszczenie
Umaszczenie jest płowe (niewskazane), szare lub z czarnym nalotem, czarne pręgowane, włos twardy i szorstki, jeżeli pies jest trymowany. Sierść strzyżona jest miękka.

## Zachowanie i charakter
Bouvier des Flandres to rasa psów czujnych, aktywnych i pojętnych. Cechuje je lojalność i odwaga. Nieufne wobec obcych, czasem uparte. Zrównoważone, cierpliwe w stosunku do dzieci. W stosunku do obcych osób bywają bardzo nieufne. Doskonale sprawdzają się w roli psa obronnego i stróżującego. Nie mają jednak skłonności do ujadania ani atakowania bez powodu.

## Użytkowość
Bouvier des Flandres dawniej używane były do pędzenia bydła i ciągnięcia wózków z mlekiem, obecnie jest to pies obronny i stróżujący.

## Zdrowie i pielęgnacja
Pielęgnacja wymaga konsekwencji, pies powinien być czesany oraz trymowany w zależności od potrzeby. Jeżeli pies jest wystawiany wymagany jest włos odpowiedniej długości.